# Ольга Геровасілі
Ольга Геровасілі ( грец. Όλγα Γεροβασίλη (народилась16 січня 1961 року) — грецький політик, член парламенту Греції з 17 травня 2012 року. 

## Біографія
Ольга Геровасілі народилась у Арті, вивчала радіологію в Національному та Каподистрійському університеті Афін. У 1997 році вона стала секретарем Медичного товариства Арта, у 2003 році очолила Медичну асоціацію.  

## ПОлітична кар'єра
Джеровасілі вперше зайняла політичну посаду в 1998 році, коли її обрали до муніципальної ради Арти. Вона балотувалася до парламенту на виборах 2000 і 2004 років як незалежна. Потім вона балотувалася на посаду мера Арти як член незалежної групи громадян у 2006 та 2010 роках, програвши обидва вибори. Через два роки вона знову балотувалася до парламенту  як член партії «Сіріза», і перемогла.  
У 2014 році Геровасілі балотуваласья на посаду губернатора Епіру. Вона набрала 24,6% голосів, що є найвищим показником серед усіх кандидатів, які підтримували Сірізу на місцевих виборах, але програла Александросу Качіманісу, який отримав 50,8%.  У 2015 році Джеровасілі була призначена на посаду заступника міністра прем'єр-міністра та речника уряду.  